# Krzysztof Pałucki
Krzysztof Pałucki (Pałuski) herbu Poraj (zm. po 11 marca 1613 roku) – podczaszy wołyński w latach 1584-1613, sekretarz królewski w 1582 roku, dworzanin królewski w 1579 roku.
Poseł na sejm koronacyjny 1587/1588 roku z województwa wołyńskiego.